# Stolmabrua
Die Stolmabrua  (deutsch „Stolma-Brücke“) ist mit 301 m Stützweite die am weitesten gespannte Spannbetonbalkenbrücke der Welt. Die im Jahr 1998 dem Verkehr übergebene Straßenbrücke steht in Norwegen, etwa 50 km südlich von Bergen. Sie überspannt den Stolmasund und verbindet die Inseln Stolmen und Selbjørn.

## Konstruktion
Die 467 m lange und 9,0 m breite Spannbetonkonstruktion weist drei Brückenfelder auf. Die Stützweiten betragen 94 m am Ufer der Insel Selbjørn und 72 m am Ufer der Insel Stolmen. Die Hauptöffnung spannt 301 m weit und wurde im Freivorbau errichtet. Der Brückenquerschnitt besteht aus einem 7,0 m breiten Hohlkasten, dessen Höhe zwischen 3,5 m in Brückenmitte und 15,0 m über den Pfeilern variiert. Zur Verkleinerung des Überbaueigengewichts kam auf eine Länge von 184 m in der Mitte der Hauptöffnung ein Leichtbeton der Festigkeitsklasse LC 60 mit einer Rohdichte von 1,94 kg/dm³ zur Anwendung. Die im Verhältnis zur Hauptspannweite relativ kurzen Randfelder sind zusätzlich mit Kies ballastiert.